# Piscu Vechi (gmina)
Piscu Vechi – gmina w Rumunii, w okręgu Dolj. Obejmuje miejscowości Pisculeț i Piscu Vechi. W 2011 roku liczyła 2499 mieszkańców.